# Eosentomon boedvarssoni
Eosentomon boedvarssoni är en urinsektsart som beskrevs av Josef Nosek 1973. Eosentomon boedvarssoni ingår i släktet Eosentomon och familjen trakétrevfotingar. Inga underarter finns listade i Catalogue of Life.